# 台北縣鄉道列表 (1961年)

台北縣鄉道列表詳列台北縣與陽明山管理局於1961年－1982年間境內所轄鄉道的歷史道路列表。列表中介紹每個鄉道的起終點、里程以及儘可能將路線以簡短文字說明。本表除列出兩次公路普查所統計之各鄉道公路里程表外，亦包含數年內陸續修定之內容。其中內湖、南港、景美與木柵等早期位於台北縣境內之鄉鎮，其境內鄉道亦可見於下表中。另境內跨桃園縣、臺北縣並採桃園縣鄉道編號之跨縣鄉道與大編號鄉道（採縣道編號之鄉道）未列入主表格中，而於最後另立表格整理。
採鄉道編號之縣道則於右欄註記。表內除今日編號欄外各編號與當時之公路編號相同，非今日之路線編號，連結點入後可連入今日同路線不同編號的頁面，最右欄的連結則連入同名頁面。另今日省道標誌與早期有所差距，下表中省道標誌為今日圖形，昔日省道標誌為圓形，內有一直線分割成上下兩部份，上半圓為一「臺」字，下半圓則標記其編號。本表里程均以公里為單位。

## 鄉道系統簡介
臺北縣的鄉道系統在1961年第一次公路普查中建立，1966年於臺灣省政府公報中第一次詳列起終點、里程與樁號資料，當時的鄉道僅有少數路線以相同編號及路線延續至今，大部分鄉道在1976年第二次公路普查中改編，逐與今日鄉道系統漸趨類似。鄉道系統中有數條採用縣道編號，但實質上編列為鄉道，如108線；亦有鄉道採縣道編號者，臺北縣境內僅北市93線為如此。
直至1966年時，臺北縣各鄉鎮除南港、金山、烏來、平溪與深坑境內無鄉道外，均有鄉道通過。1976年未有鄉道通過之鄉道僅存平溪與深坑兩鄉。臺北縣各鄉鎮之鄉道分佈應以三芝區最平均，大屯山產生的輻射狀水系各溪谷幾乎均有鄉道連結102線（今台2線）和102甲線（今101線），此情形在日後石門鄉、金山鄉內陸續新增鄉道路線更加展露無遺。
臺北縣東側山區的鄉道多半沿溪谷而行，多條鄉道有計劃翻越丘陵抵達山後聚落但大部分未達成。從當時觀音山的鄉道分佈情況來看，山上也缺乏能串連各路線的公路。林口台地與台北盆地的鄉道分佈與今相類似，唯土城鄉有多條由日治時期留存的台車道改建的鄉道，和台3線幾乎平行，均於第二次公路普查時解編。新店、三峽、烏來山區道路則在1967年－1976年陸續被新編為鄉道公路。

## 第一次公路普查（1961年）
| 編號        | 起點                         | 迄點                  | 里程   | 今日路線、編號與備註                                                              |
| 102甲線     | 淡水（102線岔路）            | 三芝（102線岔路）     | 16.800 | 101線                                                                             |
| 102丙線     | 雙溪（102線岔路）            | 貢寮（102線岔路）     | 15.142 | 102甲線（雙溪澳底間）、台2線（澳底龍門間） 北40線（龍門貢寮間）                   |
| 107線       | 成子寮（103線岔路）          | 樹林車站              | 14.143 | 107線                                                                             |
| 108線       | 縣界                         | 菜寮（台1線岔路）     | 21.304 | 108線                                                                             |
| 109甲線     | 大埔（台3線岔路）            | 縣界                  | 8.330  | 台7乙線                                                                           |
| 北1線       | 燈台口（102線岔路）          | 橫山（北2線岔路）     | 4.632  | 北15線（橫山以北）                                                                |
| 北2線       | 三芝（102甲線岔路）          | 二坪頂 （經橫山）     | 7.850  | 北18線 北15線（橫山以南）                                                         |
| 北3線       | 車路崎（102線岔路）          | 浦尾（102甲線岔路）   | 3.496  | 北9線                                                                             |
| 北4線       | 後厝（102線岔路）            | 大水窟（102甲線岔路） | 5.850  | 北7線                                                                             |
| 北5線       | 灰磘子（102線岔路）          | 北新莊（102甲線岔路） | 6.514  | 北12線                                                                            |
| 北6線       | 興化店（102線岔路）          | 北新莊（北5線岔路）   | 5.198  | 北10線                                                                            |
| 北7線       | 下奎柔山（102線岔路）        | 北新莊（102甲線岔路） | 5.481  | 北8線                                                                             |
| 北8線       | 林子（102線岔路）            | 北新莊（102甲線岔路） | 4.950  | 北6線                                                                             |
| 北9線       | 沙崙（台2線岔路）            | 林子（102線岔路）     | 5.139  | 台2乙線（淡海路段）                                                               |
| 北10線      | 林子（北9線）                | 海岸                  | 0.626  | 無名道路                                                                          |
| 北11線      | 文化里（台2線岔路）          | 水碓（102線岔路）     | 0.884  | 淡水文化路 → 新生街 → 重建街                                                      |
| 北12線      | 竿蓁林（台2線岔路）          | 復興崗（台2線岔路）   | 8.110  | 部份路段由陽管局轄 北2線 北3線（小坪頂以南）                                      |
| 北13線      | 水梘頭（102甲線岔路）        | 小坪頂（北12線）      | 4.970  | 北3線（小坪頂以北）                                                               |
| 北14線      | 北新莊（102甲線岔路）        | 竹子湖（101線岔路）   | 12.490 | 部份路段由陽管局轄 101甲線                                                        |
| 北15線      | 竹子湖（101線岔路）          | 陽明山（101線岔路）   | 4.182  | 陽管局轄。湖山路二段                                                              |
| 北16線      | 關渡（台2線岔路）            | 土地公埔（台2線岔路） | 3.615  | 陽管局轄。台2乙線（大度路）                                                       |
| 北17線      | 北投（台2甲線岔路）          | 吉利（台2線岔路）     | 2.214  | 陽管局轄。公館路                                                                  |
| 北18線      | 頂北投（台2甲線岔路）        | 石牌（台2線岔路）     | 4.937  | 陽管局轄。行義路 → 石牌路                                                         |
| 北19線      | 榮民醫院（北18線岔路）       | 士林（台2線岔路）     | 3.284  | 陽管局轄。天母北路 → 天母西路 → 中山北路 → 中山北路六段35巷 → 福國路15巷 → 雙溪街 |
| 北20線      | 福興（台2線岔路）            | 王稠湖                | 2.054  | 陽管局轄。德行路                                                                  |
| 北21線      | 雨聲（台2甲線岔路）          | 德行（北19線岔路）    | 1.433  | 陽管局轄。雙溪街 → 至誠路                                                         |
| 北22線      | 洲美                         | 士林（台2線岔路）     | 2.672  | 陽管局轄。洲美街 → 美崙街 （部分路段路跡已消失）                                  |
| 北23線      | 中洲                         | 士林（台2線岔路）     | 7.021  | 陽管局轄。延平北路 → 社正路 → 大南路 → 大西路 → 小北街                            |
| 北市25線    | 外雙溪（台2乙線終點） 縣市界 | 局市界 縣市界         | 4.630  | 部分路段由陽管局轄。 至善路 → 劍南路                                              |
| 北市26線    | 縣市界                       | 內湖（104線岔路）     | 0.857  | 內湖橋 → 江南街                                                                   |
| 北27線      | 內湖（104線岔路）            | 五份（台5甲線岔路）   | 3.855  | 內湖康寧路 → 東湖路 → 汐止康寧街                                                  |
| 北28線      | 社後（台5甲線立體交叉）      | 樟樹灣（台5線岔路）   | 1.326  | 汐止中興路                                                                        |
| 北29線      | 江北村（台5甲線立體交叉）    | 汐止（台5線岔路）     | 1.200  | 北29線                                                                            |
| 北30線      | 汐止（台5線岔路）            | 保長坑（台5線岔路）   | 1.750  | 北30線                                                                            |
| 北31線      | 保長坑（台5線岔路）          | 石硿子                | 4.000  | 北31線                                                                            |
| 北32線      | 萬里（102線岔路）            | 大坪                  | 8.187  | 北28線 北28-1線                                                                   |
| 北33線      | 瑞芳（102線岔路）            | 猴洞                  | 3.480  | 北37線                                                                            |
| 北34線      | 九份（102線岔路）            | 金瓜石                | 1.700  | 北34線                                                                            |
| 北35線      | 和美                         | 沃底（102丙線岔路）   | 4.750  | 台2線（和美－澳底間）                                                             |
| 北36線      | 雙溪（102線岔路）            | 柑腳                  | 6.909  | 台2丙線（北38線舊線）                                                             |
| 北37線      | 雙溪（102線岔路）            | 貢寮（102丙線岔路）   | 5.776  | 北38線                                                                            |
| 北38線      | 海水浴場                     | 八里（103線岔路）     | 0.650  | 無名道路                                                                          |
| 北39線      | 訊塘埔（105線岔路）          | 荖阡坑（北40線岔路）  | 0.517  | 北49線（部份）                                                                    |
| 北40線      | 渡船頭（103線岔路）          | 長道坑（105線岔路）   | 8.060  | 北50線（渡船頭－荖阡坑） 北49線（荖阡坑以後部份路段）                             |
| 北41線      | 下罟子（103線岔路）          | 倒松（105線岔路）     | 2.026  | 部份路段重疊今日北51線                                                            |
| 北42線      | 后坑（103線岔路）            | 部落園（105線岔路）   | 5.810  | 北79線                                                                            |
| 北43線      | 瑞樹坑（103線岔路）          | 太平嶺                | 4.314  | 部份路段重疊今日北80線                                                            |
| 北44線      | 寶斗厝（103線岔路）          | 破竹林（106線岔路）   | 3.540  | 北77線                                                                            |
| 北45線 空號 |                              |                       |        |                                                                                   |
| 北46線      | 劉店崎（106線岔路）          | 嘉寶（北44線岔路）    | 2.300  | 北77-1線                                                                          |
| 北47線      | 劉店（106線岔路）            | 南勢埔（108線岔路）   | 5.094  | 北77-1線                                                                          |
| 北48線 空號 |                              |                       |        |                                                                                   |
| 北49線      | 後湖（105線岔路）            | 南勢埔（108線岔路）   | 4.887  | 林口湖子路 → 北75線                                                               |
| 北50線      | 青埔                         | 湖子（105線岔路）     | 3.200  | 北78線                                                                            |
| 北51線      | 中湖頭（105線岔路）          | 東湖（105線岔路）     | 0.728  | 林口竹林路（寶林路口－佳林路口） → 佳林路                                         |
| 北51-1線    | 中湖頭（105線岔路）          | 竹林山寺（105線岔路） | 0.767  | 林口竹林路（寶林路口－林口路口）                                                  |
| 北52線      | 大窠坑                       | 橫窠雅（106線岔路）   | 4.473  | 北76線                                                                            |
| 北53線      | 五股坑（108線岔路）          | 壟鉤坑                | 1.760  | 北57線                                                                            |
| 北54線      | 旗杆湖                       | 御史坑（107線岔路）   | 3.630  | 北55線                                                                            |
| 北55線      | 中坑                         | 直坑（北57線岔路）    | 0.695  | 五股中直路                                                                        |
| 北56線      | 坪子頂                       | 福隆山（北57線岔路）  | 1.728  | 北56線（田埔巷）                                                                  |
| 北57線      | 觀音山                       | 成子寮（103線岔路）   | 4.898  | 北53-1線                                                                          |
| 北58線      | 米倉（103線岔路）            | 牛寮埔                | 2.912  | 北52線                                                                            |
| 北59線      | 楊寮子                       | 獅子頭（103線岔路）   | 0.890  | 北56線（孝義路）                                                                  |
| 北60線      | 洲子尾（103線岔路）          | 更寮（108線岔路）     | 2.500  | 北59線 → 更洲路                                                                   |
| 北61線      | 中路（103線岔路）            | 正義（103線岔路）     | 2.293  | 北64線（蘆洲光榮路 → 長榮路 → 光華路）                                            |
| 北62線      | 保佑樓厝（103線岔路）        | 中路（北61線岔路）    | 4.581  | 北61線                                                                            |
| 北63線      | 水河（北62線岔路）           | 溪墘（北62線岔路）    | 1.714  | 蘆洲 三民路128巷 → 忠孝路112巷 → 忠孝路 → 成功路                                  |
| 北64線      | 蘆洲（103線岔路）            | 淡水河                | 2.370  | 北64線（蘆洲忠孝路 → 復興路）                                                     |
| 北65線      | 永安（103線岔路）            | 溪美                  | 1.740  | 部分重疊北62線                                                                    |
| 北66線      | 分子尾（北65線岔路）         | 大有（108線岔路）     | 2.612  | 北65線                                                                            |
| 北67線      | 永安（103線岔路）            | 大園（台1線岔路）     | 2.809  | 北67線                                                                            |
| 北68線      | 大有（108線岔路）            | 二重埔（台1線岔路）   | 2.479  | 北65線                                                                            |
| 北69線      | 蘆洲（103線岔路）            | 頭前（台1線岔路）     | 4.642  | 北63線                                                                            |
| 北70線      | 頭莊尾（北69線岔路）         | 新莊（台1線岔路）     | 4.975  | 北63-1線 舊線於今五股工業區一帶頗曲折                                             |
| 北71線      | 貴子坑（107線岔路）          | 新莊（台1線岔路）     | 1.690  | 北72線                                                                            |
| 北72線      | 下坡角（台1線岔路）          | 新莊（台1線岔路）     | 4.560  | 北71線部份、北70線                                                                |
| 北73線      | 獇子寮（北74線岔路）         | 樹林（樹林車站）      | 4.343  | 北73線                                                                            |
| 北桃74線    | 塔寮坑（台1線岔路）          | 樹林（114線岔路）     | 3.438  | 116線、北74線、北74-1線                                                           |
| 北75線      | 樹西里                       | 樹林（北77線岔路）    | 0.529  | 樹林俊英街                                                                        |
| 北76線      | 樹林（114線岔路）            | 坡內坑                | 1.387  | 北87線（樹林備內街）                                                              |
| 北77線      | 樹林（樹林車站）             | 沛舍坡                | 2.900  | 北87線（樹林太平路）                                                              |
| 北78線      | 西園（110線岔路）            | 東園                  | 5.457  | 北84線 （鶯歌三鶯路 → 樹林柑園路）                                                |
| 北79線      | 山子腳（114線岔路）          | 溪墘寮（台3線岔路）   | 7.552  | 北85線                                                                            |
| 北桃80線    | 尖山（114線岔路）            | 栗子園（台3線岔路）   | 9.880  | 北83線、桃60線 （鶯歌中山三路 → 大溪大鶯路）                                      |
| 北81線      | 頂埔（台3線岔路）            | 媽祖田（台3線岔路）   | 0.753  | 土城頂埔地區日治台車道改建                                                        |
| 北82線      | 大安寮（台3線岔路）          | 頂埔（台3線岔路）     | 1.884  | 土城頂埔地區日治台車道改建                                                        |
| 北83線      | 大安寮（台3線岔路）          | 永寧（台3線岔路）     | 0.713  | 土城永安街（土城頂埔地區日治台車道改建）                                          |
| 北84線      | 土城（台3線岔路）            | 埤塘                  | 0.418  | 土城光明路                                                                        |
| 北85線      | 員林（台3線岔路）            | 柑林埤（北88線岔路）  | 1.637  | 部份路段重疊今日北88-1線                                                          |
| 北86線      | 四汴頭（台3線岔路）          | 清水坑                | 2.800  | 北89線（板橋信義路 → 土城永豐路）                                                 |
| 北87線      | 四汴頭（北86線岔路）         | 廷寮坑（北88線岔路）  | 0.597  | 北89-1線（土城青雲路）                                                            |
| 北88線      | 中和（106線岔路）            | 土城（台3線岔路）     | 6.862  | 北88線 （土城中正路 → 金城路 → 清水路 → 金城路 → 中和連城路）                     |
| 北89線      | 板橋（114線岔路）            | 員林（台3線岔路）     | 1.615  | 北93線（板橋南雅南路）                                                            |
| 北90線      | 江子翠                       | 板橋（106線岔路）     | 3.869  | 台3線（文化路二段608巷 → 仁化街 → 文化路）                                        |
| 北91線      | 江子翠（北90線岔路）         | 中和（111線岔路）     | 8.072  | 北91線、北90線 （板橋三民路 → 中和員山路 → 圓通路 → 南山路）                      |
| 北92線      | 埔墘（北91線岔路）           | 中和（106線岔路）     | 2.839  | 北92線（中和永和路）                                                              |
| 北94線      | 溪洲（北95線岔路）           | 石門                  | 3.884  | 北95線（永和安樂路 → 中和興南路）                                                 |
| 北95線      | 溪洲（111線岔路）            | 秀朗（106線岔路）     | 2.927  | 北94線（永和秀朗路）                                                              |
| 北96線      | 十五分（台9線岔路）          | 興福（106線岔路）     | 3.435  | 景美景隆街、木柵興隆路                                                            |
| 北97線      | 木柵（106線岔路）            | 七張（台9線岔路）     | 3.312  | 北98線（保儀路 → 木新路 → 寶橋路）                                                |
| 北98線      | 木柵（北97線岔路）           | 指南宮                | 1.385  | 木柵指南路                                                                        |
| 北99線      | 興隆（北98線岔路）           | 廷寮                  | 2.303  | 木柵新光路                                                                        |
| 北市100線   | 縣市界                       | 坡內坑（106線岔路）   | 1.570  | 軍功路                                                                            |
| 北101線     | 雙溪（106線岔路）            | 烏塗窟                | 4.626  | 106乙線（雙溪－石碇間） 北47線（石碇－烏塗窟間）                                  |
| 桃北3線     | 縣界                         | 赤塗崎（108線岔路）   | 0.352  | 北121線                                                                           |
| 桃北7線     | 縣界                         | 下坡角（台1線岔路）   | 3.230  | 北118線                                                                           |
| 桃北10線    | 縣界                         | 鶯歌（114線岔路）     | 4.990  | 北116線                                                                           |

### 後續更動
本表列出1967年至1975年間陸續的小規模更動：
| 年份   | 更動別 | 編號                                                                     | 起點                                                                     | 迄點                                                                     | 里程                                                                     | 今日編號與備註                                                           |                                            |
| 1966年 | 新編   | 北17-1線                                                                 | 新北投（台2線岔路）                                                      | 菁學                                                                     | 4.387                                                                    | 北投大同街 → 復興四路                                                    |                                            |
| 1966年 | 新編   | 北29-1線                                                                 | 汐止（北29線終點）                                                       | 萬里                                                                     | 3.840                                                                    | 北29線（汐止汐萬路）                                                     |                                            |
| 1966年 | 新編   | 北88-1線                                                                 | 平河村（北88線岔路）                                                     | 圓通寺（北91線岔路）                                                     | 0.700                                                                    | 北97線                                                                   |                                            |
| 1966年 | 新編   | 北101-1線                                                                | 坪林（台9線岔路）                                                        | 雙溪                                                                     | 2.300                                                                    | 106乙線                                                                  |                                            |
| 1966年 | 新編   | 北103線                                                                  | 石筍口（102線岔路）                                                      | 燦光                                                                     | 1.030                                                                    | 位於雙溪鄉                                                               |                                            |
| 1966年 | 新編   | 北104線                                                                  | 下龜山橋（111線岔路）                                                    | 廣興                                                                     | 2.000                                                                    | 新店廣興路                                                               |                                            |
| 1966年 | 新編   | 北105線                                                                  | 大坪腳（111線岔路）                                                      | 塗潭                                                                     | 3.580                                                                    | 北105線                                                                  |                                            |
| 1966年 | 新編   | 北106線                                                                  | 龜山（111線岔路）                                                        | 大粗坑                                                                   | 1.720                                                                    | 北106線                                                                  |                                            |
| 1966年 | 新編   | 北107線                                                                  | 山佳（114線岔路）                                                        | 石灰坑                                                                   | 0.900                                                                    | 樹林民和街                                                               |                                            |
| 1966年 | 新編   | 北108線                                                                  | 礁溪（台3線岔路）                                                        | 白雞                                                                     | 4.750                                                                    | 北108線                                                                  |                                            |
| 1966年 | 新編   | 北110線                                                                  | 湊合（台7線岔路）                                                        | 熊空                                                                     | 8.987                                                                    | 北114線                                                                  |                                            |
| 1966年 | 升格   | 109甲線                                                                  | 升格為省道台7線，自大埔至梨山164.447公里。                               | 升格為省道台7線，自大埔至梨山164.447公里。                               | 升格為省道台7線，自大埔至梨山164.447公里。                               | 升格為省道台7線，自大埔至梨山164.447公里。                               | 升格為省道台7線，自大埔至梨山164.447公里。 |
| 1967年 | 延長   | 北88線                                                                   | 延長至永和（111線岔路）。                                                | 延長至永和（111線岔路）。                                                | 延長至永和（111線岔路）。                                                | 延長至永和（111線岔路）。                                                |                                            |
| 1968年 | 新編   | 北48線                                                                   | 梨頭寮（106線岔路）                                                      | 苦苓林（桃園縣界）                                                       | 2.850                                                                    | 位於泰山鄉                                                               |                                            |
| 1968年 | 新編   | 北111線                                                                  | 麻竹坑（107線岔路）                                                      | 塭子川                                                                   | 3.260                                                                    | 位於泰山鄉                                                               |                                            |
| 1968年 | 新編   | 北113線                                                                  | 中埔（北79線岔路）                                                       | 弘道                                                                     | 4.711                                                                    | 北81線                                                                   |                                            |
| 1969年 | 新編   | 北112線                                                                  | 泰山（107線岔路）                                                        | 楓樹腳                                                                   | 0.970                                                                    | 北60線                                                                   |                                            |
| 1969年 | 新編   | 北112-1線                                                                | 楓樹（北112線岔路）                                                      | 中港（泰山新莊鄉界）                                                     | 0.796                                                                    | 107甲線                                                                  |                                            |
| 1969年 | 新編   | 北114線                                                                  | 麻竹坑（107線岔路）                                                      | 坡子頭（106線岔路）                                                      | 1.324                                                                    | 泰山文程路                                                               |                                            |
| 1969年 | 延長   | 北34線                                                                   | 終點延長至水湳洞共5.042公里。                                            | 終點延長至水湳洞共5.042公里。                                            | 終點延長至水湳洞共5.042公里。                                            | 終點延長至水湳洞共5.042公里。                                            |                                            |
| 1969年 | 解編   | 北90線                                                                   | 因應華江橋新建使台3線改道而解編。                                        | 因應華江橋新建使台3線改道而解編。                                        | 因應華江橋新建使台3線改道而解編。                                        | 因應華江橋新建使台3線改道而解編。                                        |                                            |
| 1970年 | 解編   | 因應北投、士林、內湖、南港、景美、木柵六鄉鎮合併至台北市，境內鄉道解編。 | 因應北投、士林、內湖、南港、景美、木柵六鄉鎮合併至台北市，境內鄉道解編。 | 因應北投、士林、內湖、南港、景美、木柵六鄉鎮合併至台北市，境內鄉道解編。 | 因應北投、士林、內湖、南港、景美、木柵六鄉鎮合併至台北市，境內鄉道解編。 | 因應北投、士林、內湖、南港、景美、木柵六鄉鎮合併至台北市，境內鄉道解編。 |                                            |
| 1974年 | 新編   | 北18線                                                                   | 興仁（102線岔路）                                                        | 前洲子                                                                   | 1.200                                                                    | 無名道路                                                                 |                                            |
| 1974年 | 新編   | 北20線                                                                   | 下奎柔山（102線岔路）                                                    | 下庄子                                                                   | 1.400                                                                    | 淡水淡金路三段333巷                                                      |                                            |
| 1974年 | 新編   | 北22線                                                                   | 淡水（台2線岔路）                                                        | 湖內                                                                     | 3.600                                                                    | 淡水水源街                                                               |                                            |
| 1974年 | 新編   | 北24線                                                                   | 淡水（台2線岔路）                                                        | 糞箕湖（北13線岔路）                                                     | 4.700                                                                    | 北4線                                                                    |                                            |
| 1974年 | 新編   | 北115線                                                                  | 烏來（111線岔路）                                                        | 福山                                                                     | 14.500                                                                   | 北107線                                                                  |                                            |
| 1974年 | 新編   | 北115-1線                                                                | 烏來環山路線                                                             | 烏來環山路線                                                             | 4.200                                                                    | 北107-1線                                                                |                                            |
| 1974年 | 延長   | 北83線                                                                   | 終點改為六份子（本線終點），延長0.533公里。                              | 終點改為六份子（本線終點），延長0.533公里。                              | 終點改為六份子（本線終點），延長0.533公里。                              | 終點改為六份子（本線終點），延長0.533公里。                              |                                            |
| 1974年 | 延長   | 北86線                                                                   | 終點改為內藤寮坑（本線終點），延長3.465公里。                            | 終點改為內藤寮坑（本線終點），延長3.465公里。                            | 終點改為內藤寮坑（本線終點），延長3.465公里。                            | 終點改為內藤寮坑（本線終點），延長3.465公里。                            |                                            |
| 1974年 | 延長   | 北87線                                                                   | 終點向南延長1.700公里（本線終點）。                                      | 終點向南延長1.700公里（本線終點）。                                      | 終點向南延長1.700公里（本線終點）。                                      | 終點向南延長1.700公里（本線終點）。                                      |                                            |
| 1974年 | 延長   | 北108線                                                                  | 終點改為竹崙（北109線岔路），延長2.556公里。                             | 終點改為竹崙（北109線岔路），延長2.556公里。                             | 終點改為竹崙（北109線岔路），延長2.556公里。                             | 終點改為竹崙（北109線岔路），延長2.556公里。                             |                                            |

## 第二次公路普查（1976年）
台北縣鄉道於此次普查中有多條改編、解編及新編鄉道，與前數次更動相較規模較大，但整體仍與1966年鄉道系統有高相似度。
以下表列1976年台灣省政府統計之鄉道資料：
| 編號                          | 起點                   | 迄點                   | 里程   | 今日路線、編號        | 更動情形                                         |
| 102甲線                       | 頂雙溪（102線岔路）    | 澳底（台2線岔路）      | 9.465  | 102甲線               | 改編                                             |
| 108線                         | 縣界                   | 三重（台1線岔路）      | 20.195 | 108線                 | 未更動                                           |
| 北1線                         | 燈台口（台2線岔路）    | 二坪頂                 | 11.150 | 北15線                | 原北2線部份路段併入                              |
| 北2線                         | 三芝（101線岔路）      | 豬槽潭                 | 6.075  | 北18線                | 部份路段併入北1線                                |
| 北3線                         | 車路崎（台2線岔路）    | 埔尾（101線岔路）      | 3.449  | 北9線                 | 未更動                                           |
| 北4線                         | 後厝（台2線岔路）      | 大水窟（101線岔路）    | 5.825  | 北7線                 | 未更動                                           |
| 北5線                         | 番子田（台2線岔路）    | 北新莊（101線岔路）    | 6.555  | 北12線                | 未更動                                           |
| 北6線                         | 興化店（台2線岔路）    | 北新莊（北5線岔路）    | 5.196  | 北10線                | 未更動                                           |
| 北7線                         | 下奎柔山（台2線岔路）  | 北新莊（101線岔路）    | 5.603  | 北8線                 | 未更動                                           |
| 北8線                         | 大龜崙（台2線岔路）    | 北新莊（101線岔路）    | 4.952  | 北6線                 | 未更動                                           |
| 北9線                         | 大龜崙（台2線岔路）    | 淡水（台2線岔路）      | 3.515  | 北1線                 | 改編新線                                         |
| 北10線                        | 淡水（台2線岔路）      | 糞箕湖（北13線岔路）   | 4.600  | 北4線                 | 原線解編， 將原北24線更改編號至此                |
| 北11線 解編                   |                        |                        |        |                       |                                                  |
| 北12線                        | 竿蓁林（台2線岔路）    | 小坪頂（北13線岔路）   | 3.724  | 北2線                 | 部份路段併入北13線                               |
| 北市13線                      | 水梘頭（101線岔路）    | 八仙（縣市界）         | 6.111  | 北3線                 | 原北12線部份路段併入                             |
| 北14線 升格101甲線。          |                        |                        |        |                       |                                                  |
| 北15線                        | 石門（台2線岔路）      | 尖山湖                 | 6.425  | 北19線                | 新編                                             |
| 北16線                        | 六塊厝（台2線岔路）    | 棟板頭                 | 3.466  | 北5線                 | 新編                                             |
| 北市17線                      | 嵩山                   | 后山崎（台2甲線岔路）  | 6.276  | 無名道路              | 新編(今竹子山軍事管制區道路)                     |
| 北17-1線 解編                 |                        |                        |        |                       |                                                  |
| 北18線 解編                   |                        |                        |        |                       |                                                  |
| 北19線 解編                   |                        |                        |        |                       |                                                  |
| 北20線                        | 三重橋（台2甲線岔路）  | 磺山                   | 6.300  | 北27線                | 改編新線                                         |
| 北20-1線                      | 中幅（北32線岔路）     | 大坪                   | 5.863  | 北28-1線              | 更換編號                                         |
| 北21線 解編                   |                        |                        |        |                       |                                                  |
| 北22線                        | 金山（台2線岔路）      | 磺港                   | 1.402  | 北24線                | 改編新線                                         |
| 北23線 解編                   |                        |                        |        |                       |                                                  |
| 北24線 解編                   |                        |                        |        |                       |                                                  |
| 北25線 解編                   |                        |                        |        |                       |                                                  |
| 北26線 解編                   |                        |                        |        |                       |                                                  |
| 北27線 解編                   |                        |                        |        |                       |                                                  |
| 北28線 解編                   |                        |                        |        |                       |                                                  |
| 北29線                        | 汐止（台5線岔路）      | 北港                   | 5.080  | 北29線                | 延長                                             |
| 北29-1線 併入北29線           |                        |                        |        |                       |                                                  |
| 北30線                        | 汐止（台5線岔路）      | 保長坑（台5線岔路）    | 1.763  | 北30線                | 未更動                                           |
| 北31線                        | 保長坑（台5線岔路）    | 石硿子                 | 3.200  | 北31線                | 未更動                                           |
| 北32線                        | 萬里（台5線岔路）      | 烏塗炭                 | 8.702  | 北28線                | 後段改線                                         |
| 北33線                        | 荸子潭（102線岔路）    | 猴洞                   | 3.478  | 北37線                | 未更動                                           |
| 北34線                        | 九分（102線岔路）      | 水湳洞（台2線岔路）    | 5.042  | 北34線                | 延長                                             |
| 北35線                        | 澳底（台2線岔路）      | 貢寮（102線岔路）      | 2.594  | 北40線                | 改編新線                                         |
| 北36線                        | 柑腳                   | 貢寮（北35線岔路）     | 13.495 | 台2丙線 北38線        | 原北37線併入                                     |
| 北37線                        | 瑞芳（102線岔路）      | 瑞濱（台2線岔路）      | 3.347  | 北36線                | 原線併入北36線、 本線由原102丁線降格             |
| 北38線 併入北39線             |                        |                        |        |                       |                                                  |
| 北39線                        | 海水浴場               | 八里斗湖               | 1.031  | 1966年北38線 → 訊塘路 | 原北38線併入 + 縮短                              |
| 北40線                        | 渡船頭（台15線岔路）   | 長道坑（105線岔路）    | 8.060  | 北50線                | 未更動                                           |
| 北41線                        | 下罟子（台15線岔路）   | 長道坑                 | 4.865  | 北51線                | 延長                                             |
| 北42線                        | 後坑（台15線岔路）     | 部落園（105線岔路）    | 5.710  | 北79線                | 未更動                                           |
| 北43線                        | 瑞樹坑（台15線岔路）   | 太平嶺（北42線岔路）   | 4.314  | 北80線                | 未更動                                           |
| 北44線                        | 寶斗厝（台15線岔路）   | 破竹林（106線岔路）    | 3.510  | 北77線                | 未更動                                           |
| 北45線 空號                   |                        |                        |        |                       |                                                  |
| 北46線                        | 劉店崎（106線岔路）    | 嘉寶（北44線岔路）     | 2.300  | 北77-1線              | 未更動                                           |
| 北47線                        | 劉店（106線岔路）      | 大崙（108線岔路）      | 5.110  | 北77-1線              | 未更動                                           |
| 北48線                        | 黎頭寮（106線岔路）    | 牛角坡                 | 5.110  | 路線不明              | 延長                                             |
| 北49線 解編                   |                        |                        |        |                       |                                                  |
| 北50線                        | 菁埔                   | 湖子（105線岔路）      | 3.227  | 北78線                | 未更動                                           |
| 北51線                        | 水碓寮                 | 泰山（107線岔路）      | 3.388  | 路線不明              | 改編新線                                         |
| 北51-1線 解編                 |                        |                        |        |                       |                                                  |
| 北52線                        | 大窠坑（105線岔路）    | 橫窠坑（106線岔路）    | 6.431  | 北76線                | 延長                                             |
| 北53線                        | 五股坑（108線岔路）    | 壟鉤坑                 | 1.750  | 北57線                | 未更動                                           |
| 北54線                        | 旗杆湖                 | 洲子（107線岔路）      | 5.503  | 北55線                | 延長                                             |
| 北55線                        | 荖阡坑                 | 直坑（北57線岔路）     | 1.937  | 五股中直路            | 延長                                             |
| 北56線                        | 福隆山（北57線岔路）   | 坪子頂                 | 1.550  | 北56線                | 起終點對調                                       |
| 北57線                        | 大堀湖（北40線岔路）   | 成子寮（107線岔路）    | 9.309  | 北53線 北53-1線       | 延長                                             |
| 北58線                        | 牛寮埔（北57線岔路）   | 米倉（台15線岔路）     | 2.912  | 北52線                | 起終點對調                                       |
| 北59線                        | 觀音山（北57線岔路）   | 五龍（108線岔路）      | 4.200  | 北53線                | 改編新線                                         |
| 北60線                        | 洲子尾（103線岔路）    | 更寮（108線岔路）      | 2.544  | 北59線                | 未更動                                           |
| 北61線                        | 石壁腳                 | 龍形（103線岔路）      | 1.600  | 北54線                | 改編新線。原線併入北64線                         |
| 北62線                        | 保佑（103線岔路）      | 中路（北64線岔路）     | 4.385  | 北61線                | 未更動                                           |
| 北63線 解編                   |                        |                        |        |                       |                                                  |
| 北64線                        | 正義中路（103線岔路）  | 淡水河邊               | 4.676  | 北64線                | 原北61線併入                                     |
| 北65線                        | 永安（103線岔路）      | 淡水河邊               | 2.930  | 北62線                | 延長                                             |
| 北66線                        | 分子尾（北65線岔路）   | 二重埔（台1線岔路）    | 5.031  | 北65線                | 原北68線併入                                     |
| 北67線                        | 永安（103線岔路）      | 大園（台1線岔路）      | 2.809  | 北67線                | 未更動                                           |
| 北68線                        | 泰山（107線岔路）      | 楓樹腳                 | 1.000  | 北60線                | 原線併入北66線、 本線為原北112線更改編號         |
| 北69線                        | 蘆洲（103線岔路）      | 頭前（台1線岔路）      | 4.657  | 北63線                | 未更動                                           |
| 北70線                        | 頭庄尾（北69線岔路）   | 新莊（台1線岔路）      | 4.981  | 北63-1線              | 未更動                                           |
| 北71線                        | 貴子坑（107線岔路）    | 新莊（台1線岔路）      | 1.895  | 北72線                | 未更動                                           |
| 北72線                        | 下坡角（台1線岔路）    | 新莊（106線岔路）      | 4.621  | 北71線 北70線         | 末尾改線                                         |
| 北73線                        | 三角埔（北74線岔路）   | 溪洲                   | 4.480  | 北73線                | 末尾改線                                         |
| 北桃74線                      | 樹林（114線岔路）      | 塔寮坑                 | 3.462  | 北74-1線 北74線 116線 | 起終點對調                                       |
| 北75線                        | 石灰坑                 | 山佳（114線岔路）      | 0.900  | 樹林民和街            | 原線解編，將原北107線 更改編號至此並將起終點對調 |
| 北76線 併入北77線             |                        |                        |        |                       |                                                  |
| 北77線                        | 坡內坑                 | 沛舍坡                 | 2.900  | 北87線                | 原北76線併入                                     |
| 北78線                        | 西園（110線岔路）      | 東園                   | 5.987  | 北84線                | 延長                                             |
| 北79線                        | 山佳（114線岔路）      | 溪墘寮（台3線岔路）    | 7.322  | 北85線                | 未更動                                           |
| 北桃80線                      | 尖山（114線岔路）      | 栗子園（台3線岔路）    | 9.990  | 北83線、桃60線        | 未更動                                           |
| 北81線 解編                   |                        |                        |        |                       |                                                  |
| 北82線 解編                   |                        |                        |        |                       |                                                  |
| 北83線 解編                   |                        |                        |        |                       |                                                  |
| 北84線 解編                   |                        |                        |        |                       |                                                  |
| 北85線                        | 員林（台3線岔路）      | 柑林埤（北88線岔路）   | 1.650  | 北88-1線              | 未更動                                           |
| 北86線                        | 外藤寮坑（北87線岔路） | 內藤寮坑               | 3.100  | 北89-1線              | 改編新線                                         |
| 北87線                        | 後埔（台3線岔路）      | 內藤寮坑               | 3.200  | 北89線                | 併入原北86線部份路段                             |
| 北88線                        | 土城（台3線岔路）      | 永和（111線岔路）      | 8.770  | 北88線                | 延長                                             |
| 北88-1線                      | 平和村（北88線岔路）   | 圓通寺（北91-1線岔路） | 0.740  | 北97線                | 未更動                                           |
| 北89線                        | 中和（106線岔路）      | 南勢角（北94線岔路）   | 2.673  | 北99線                | 改編新線                                         |
| 北90線                        | 溪子口（106線岔路）    | 七張（台9線岔路）      | 3.730  | 北101線               | 新編                                             |
| 北91線                        | 新海大橋（106線岔路）  | 灰磘                   | 8.050  | 北91線                | 分割原線並重新整編                               |
| 北91-1線                      | 灰磘（北91線岔路）     | 中和（北89線岔路）     | 2.568  | 北90線                | 分割原線並重新整編                               |
| 北92線                        | 埔墘（北91線岔路）     | 中和（北88線岔路）     | 2.837  | 北92線                | 未更動                                           |
| 北93線                        | 二重埔（台3線岔路）    | 臺北（省市界）         | 1.924  | 104線                 | 降格成鄉道                                       |
| 北94線                        | 永和（111線岔路）      | 石門                   | 3.813  | 北95線                | 前段改道中正路                                   |
| 北95線                        | 溪州（111線岔路）      | 秀朗（106線岔路）      | 2.927  | 北94線                | 未更動                                           |
| 北96線 解編                   |                        |                        |        |                       |                                                  |
| 北市97線                      | 省市界                 | 七張（台9線岔路）      | 1.287  | 北98線                | 僅保留台北縣內路線                               |
| 北98線 解編                   |                        |                        |        |                       |                                                  |
| 北99線 解編                   |                        |                        |        |                       |                                                  |
| 北100線 解編                  |                        |                        |        |                       |                                                  |
| 北101線                       | 雙溪（106線岔路）      | 坪林                   | 16.048 | 106乙線               | 分割原線並重新整編                               |
| 北101-1線                     | 石碇（北91線岔路）     | 烏塗窟                 | 2.310  | 北47線                | 分割原線並重新整編                               |
| 北102線 空號                  |                        |                        |        |                       |                                                  |
| 北103線                       | 烏來（台9甲線岔路）    | 福山                   | 17.776 | 北107線               | 原線解編， 將原北115線更改編號至此               |
| 北103-1線                     | 烏來（北103線岔路）    | 環山路（北103線岔路）  | 3.985  | 北107-1線             | 更改編號                                         |
| 北104線 併入北105線           |                        |                        |        |                       |                                                  |
| 北105線                       | 大坪腳（110線岔路）    | 龜山（台9甲線岔路）    | 8.081  | 北105線               | 原北104線併入                                    |
| 北106線                       | 龜山（台9甲線岔路）    | 大粗坑                 | 1.750  | 北106線               | 未更動                                           |
| 北107線 更改編號至北75線      |                        |                        |        |                       |                                                  |
| 北108線                       | 礁溪（台3線岔路）      | 竹崙（110線岔路）      | 9.050  | 北108線               | 延長                                             |
| 北109線                       | 竹崙（北108線岔路）    | 大寮地                 | 2.250  | 北109線               | 新編                                             |
| 北110線                       | 湊合（台7線岔路）      | 熊空                   | 12.791 | 北114線               | 延長                                             |
| 北110-1線                     | 插角（北110線岔路）    | 海山茶場               | 9.026  | 北109線               | 新編                                             |
| 北111線                       | 東峰橋（北110線岔路）  | 蚋仔                   | 2.250  | 北115線               | 改編新線                                         |
| 北112線 解編                  |                        |                        |        |                       |                                                  |
| 北112-1線 解編                |                        |                        |        |                       |                                                  |
| 北113線                       | 中埔（北79線岔路）     | 山員潭子               | 5.400  | 北81線                | 延長                                             |
| 北114線                       | 安坑（110線岔路）      | 四份                   | 1.988  | 北102線               | 改編新線                                         |
| 北115線                       | 安坑（110線岔路）      | 鹿母潭                 | 3.770  | 北104線               | 改編新線                                         |
| 北115-1線 更改編號為北103-1線 |                        |                        |        |                       |                                                  |
| 桃北3線                       | 縣界                   | 赤塗崎（108線岔路）    | 0.253  | 北121線               | 未更動                                           |
| 桃北4線                       | 縣界                   | 南勢埔（北47線岔路）   | 6.634  | 北120線               | 新編                                             |
| 桃北6線                       | 縣界                   | 十八份（107線岔路）    | 3.123  | 北118線               | 原桃北7線改編                                    |
| 桃北10線                      | 縣界                   | 鶯歌（114線岔路）      | 4.130  | 北116線               | 未更動                                           |

### 後續更動
本表列出1977年至1982年間陸續的小規模更動：
| 年份   | 更動別                                                             | 編號                                                               | 起點                                                                                          | 迄點                                                                                          | 里程                                                                                          | 今日編號與備註                                                                                |
| 1978年 | 新編                                                               | 北18線                                                             | 金山（台2線岔路）                                                                             | 三界壇                                                                                        | 1.380                                                                                         | 北22線                                                                                        |
| 1978年 | 延長                                                               | 北22線                                                             | 自終點磺港延長1.048公里。                                                                     | 自終點磺港延長1.048公里。                                                                     | 自終點磺港延長1.048公里。                                                                     | 自終點磺港延長1.048公里。                                                                     |
| 1978年 | 解編                                                               | 北市93線                                                           | 因應104線改編至中興橋（二重埔－臺北線）而解編。                                               | 因應104線改編至中興橋（二重埔－臺北線）而解編。                                               | 因應104線改編至中興橋（二重埔－臺北線）而解編。                                               | 因應104線改編至中興橋（二重埔－臺北線）而解編。                                               |
| 1980年 | 改編                                                               | 北桃74線                                                           | 因應新增116線縣道而改編為北74線和北74-1線， 除北74-1線終點接114線外，兩鄉道路線均與今日相同。 | 因應新增116線縣道而改編為北74線和北74-1線， 除北74-1線終點接114線外，兩鄉道路線均與今日相同。 | 因應新增116線縣道而改編為北74線和北74-1線， 除北74-1線終點接114線外，兩鄉道路線均與今日相同。 | 因應新增116線縣道而改編為北74線和北74-1線， 除北74-1線終點接114線外，兩鄉道路線均與今日相同。 |
| 1983年 | 臺北縣鄉道於此年份大幅修訂，少有編號延續者。請參見台北縣鄉道列表。 | 臺北縣鄉道於此年份大幅修訂，少有編號延續者。請參見台北縣鄉道列表。 | 臺北縣鄉道於此年份大幅修訂，少有編號延續者。請參見台北縣鄉道列表。                            | 臺北縣鄉道於此年份大幅修訂，少有編號延續者。請參見台北縣鄉道列表。                            | 臺北縣鄉道於此年份大幅修訂，少有編號延續者。請參見台北縣鄉道列表。                            | 臺北縣鄉道於此年份大幅修訂，少有編號延續者。請參見台北縣鄉道列表。                            |